# Actinodure à calotte noire
Actinodura sodangorum
Espèce
Statut de conservation UICN

 NT  : Quasi menacé
L'Actinodure à calotte noire (Actinodura sodangorum) est une espèce de passereaux de la famille des Leiothrichidae.
Cet oiseau vit dans le sud-est du Laos et l'ouest du Viet-Nam.